# NGC 3493
NGC 3493 ist eine Balken-Spiralgalaxie vom Hubble-Typ SBc im Sternbild Leo Minor am Nordsternhimmel. Sie ist schätzungsweise 396 Mio. Lichtjahre von der Milchstraße entfernt und hat einen Durchmesser von etwa 130.000 Lj.

Im selben Himmelsareal befinden sich u. a. die Galaxien NGC 3504, NGC 3512, NGC 3515.
Das Objekt wurde am 24. Dezember 1827 von John Herschel entdeckt.